# とったど〜 よゐこの無人島生活。
『とったど〜 よゐこの無人島生活。』（とったどー よゐこのむじんとうせいかつ）は、2008年4月3日にデジフロイドの製作によりバンダイナムコゲームス（現:バンダイナムコエンターテインメント）・バンダイレーベルより発売されたニンテンドーDS用ゲームソフト。

## 概要
TV番組『いきなり!黄金伝説。』の1コーナーである「よゐこの無人島0円生活」を題材にしたゲーム。
お笑いコンビ「よゐこ」の濱口と有野、しゃくれが登場し、無人島での一週間の生き残りを賭けて、様々なミニゲームをこなしていく。また、番組でナレーターを務めている平井誠一氏のボイスも収録されており、随所でおなじみのセリフを聞くことができる。
やりこみ要素として、ある条件を満たすと達成できるいくつかの「伝説」も存在する。

## 内容
番組内での特徴的なシーンを再現したゲームを始めとした、様々なミニゲームをこなして無人島内を生活していく。主に濱口は食材の確保を担当し、有野は物作りを担当する。
一日の流れは基本的に
...→(拠点移動)→濱口のゲーム→有野のゲーム→「よゐこの無人島りょうり！」→(ハプニング対処)→...
となっており、このローテーションを繰り返してサバイバルをしていく。
「テンションゲージ」というシステムが導入されており、各ミニゲームの成績やイベントからよゐこのテンションが増減する。
0になると無人島から帰還しゲーム終了となる。
7日目時点でテンションが一定レベル以上に達している場合には謎の化石を発見するイベントが発生し、濱口からもう一週間分の延長が宣言される。この一週間中では島の謎を解明するというミッションが課せられ、日々の探索で化石を収集する必要がある。
島の謎を解明した場合はサバイバル生活（三週間目以降）に突入し、以降テンションが0になるまで延々と生活を続けていく事になる。三週間目以降は各ゲーム内容が日ごと難しくなっていく。
高難度ゲームを耐え忍び、無人島の生活日数をどれだけ伸ばせるかというチャレンジ的なプレイを楽しむことができる。
濱口の漁での成果物や有野の制作物などは「無人島ずかん」に記録されていく。10種類以上の道具、30種類以上の食材、40種類以上の料理が登場し、無人島図鑑を増やしていくといった楽しみもある。
またゲーム中でとれるものにはすべて3Dモデルが用意されており、後述するミニゲーム中では臨場感のある捕獲体験が得られる。
データファイルは3つまで作成できる。よゐこの2人が無人島から帰還しても同じデータファイルで再開すれば、無人島生活1日目からの再スタートとなるものの解放した図鑑の内容は残っているため、再度同じ要素を回収する必要はない。

## ミニゲームの概要

### 濱口のミニゲーム
モリで魚をつけ!
スズメダイやベラやカワハギやアオブダイやウツボなど様々な魚をモリで獲っていくゲーム。酸素がなくなると終了する。
奥に進むほど大物が潜んでいる。
獲物をゲットした際に濱口と一緒に「獲ったど～！」と叫ぶとボーナステンションが追加される。
ある場所で矢尻を入手出来た場合は一本モリを作れるようになる。これにより手強い魚も一突きで獲れるようになる。ちなみに昼間に食材を1つも入手できなかった場合は、その日の夜に必ず発生する。しかもこの場合、テンションが少し下がる。
こすってはがせ!
岩に張り付いたタコの足を剥がしていくゲーム。「モリで魚をつけ!」でタコを見つけた時にこのゲームに移行するかの選択肢が表示され、「はい」を選択するとそれ以降のモリ突きを中止してこのモードに移行する。「こすれ」サインがついている足をこすると岩から足が剥がれる。黄色い足は特に剥がれやすく狙い目だが、誤って赤い足にさわると墨を吐かれてしばらく行動不能になる。最大サイズのものを獲れば伝説達成になる。
あみで魚をとれ!
仕掛けた網とエサで獲物を引き上げるゲーム。開始時に獲物の影が様々な色で表示される。目ぼしい獲物の色を覚えたら、赤・青・緑色のエサの配合させてその色のエサを作り海に仕掛ける。仕掛けた日数によって種類や量が変わる。
引き上げるときには、網のロープにかかっている負荷と濱口の体力のバランスを見て、引っ張る力を調整する必要がある。
「モリで魚をつけ!」では出現しない、ワカメ、マヒトデ、アカヒトデ、クルマエビ、ホタテ、アワビなどが獲れる。

### 有野のミニゲーム
マイホームつくります!
家の建材を集めるゲーム。材料の回収量により家の形が5段階に変わる。
回収の仕方によっては、ボーナスステージに挑戦することができ、カモメを叩いて材料を手に入れることができる。
回収数に応じて家のグレードが上がり、一定数拾うことができれば嵐の日でも倒れない家ができる。
こんなんできました!
家具や道具のほか、無人島生活を有利に進めるものを製作するゲーム。
ノコギリのパートとカナヅチのパートが存在する。
ノコギリパートでは時間内に材料を素早く切断するパターンと既定の位置で刃を止めるパターンがある。お邪魔キャラであるカニをタッチではじきながら素早く切れば評価が上がる。
カナヅチパートでは時間内にタッチで指定された数のクギを打つ。釘を曲げないように中心を狙って打てば評価が上がる。
各パートの評価を合算したスコアで道具の評価が決定される。
有野、海へ!
有野の釣りを手伝うゲーム。魚影を見ながらタッチ＆スライドで浮きの位置を操作し、うまく食いつくように調整する。有野は常時居眠りをしているため、浮きが沈んだタイミングで画面をタッチ、もしくはマイクに叫ぶことでヒットを知らせて釣り上げさせるようにする。
「モリで魚をつけ!」と同様に、ゲットした際に有野と一緒に「釣ったど～！」と叫ぶとボーナステンションが追加される。
「モリで魚をつけ!」では出現しないカニ、イシダイなどが釣れる。

### よゐこのミニゲーム
ふたりでウララー!
よゐこ2人の息を合わせて「ウララー！」の叫び声を遠くに飛ばすゲーム。
それぞれの呼吸の輪が大きい程飛距離が伸びるため、二人の輪が大きい瞬間を見極めてタッチ。拠点を移す度に発生する。
よゐこの無人島りょうり!
下ごしらえパートと調理パートが存在する。
下ごしらえパートは一瞬切る順番の線が示されるのでその通りに切る。他にウロコ剥がし、ヌメリ取り、塩盛り、おにぎり転がしと非常に豊富。
調理パートは濱口のリズム通りに料理をしていくゲーム。食材があれば発生する。鍋で煮る、網焼き、揚げるの三種類が用意されている。
食材が複数ある場合、選ばなかった食材は、濱口が全て油鍋にしてしまう。
鍋で煮る…各調味料や水をテンポよく鍋に入れる。
網で焼く…テンポよく食材を裏返したり塩をふったりする。
揚げる…テンポよく食材を裏返す。
食材によって、調理の難易度が異なる。
食材の組み合わせをしないと作れない料理がある。（チネリ＋ウツボ＝ウツボ丼、アイゴ＋ワカメ＝アイゴの味噌汁、アオブダイ＋カサゴまたはアオブダイ＋ベラ＝塩釜焼きなど）
マッサルサンバ!
リズムに合わせて楽器を叩くゲーム。テンションが下がっている時か有野が新しい楽器を作った時に発生する。
「こんなんできました!」で楽器を作成すれば、難易度が変わる。
よゐこのイカダでゴー!
よゐこの無人島ぶろ!
「あみで魚をとれ!」で???（ドラム缶）を引き上げた後、「こんなんできました!」で、すのこを作成し「ごえもんぶろセット」を完成させる、もしくはその状態で「モリで魚をつけ!」をプレイした後に発生する（但し、すのこが壊れている場合は発生しない。）。
うちわで焚き火の火加減を調整し、濱口が指定する温度をキープする。濱口を満足させれば成功。
しゃくれっち
しゃくれとのコミュニケーションが上手くいくと発生する。
三つの楽器の音をしゃくれに聞かせて反応の差を見る。強く反応を示したものを見つけたら重点的にその音を聞かせる。
：しゃくれとのなかよし度が高ければ「しゃくれのたまご」を入手できる確率が上がる。　
みせろ!せかいのチネリ!
最終日に発生する（厳密には7日目、14日目、21日目…）。タッチペンを操作して、プレイヤーが飽きるまで延々と小麦粉の塊をチネって（こねて）、擬似米を生産していく。415個、765個とカウントした際は有野がそれにちなんだセリフを言う。また、有野が実際に行ってきたチネリの個数を突破すると特別なセリフが聞ける。

### ハプニングミニゲーム
マイホーム大ピンチ!
グラグラと倒れそうな柱を支えるゲーム。ランダムで発生する嵐イベントの日の夜に起きる。失敗すると家が無くなる。
4本の柱にゲージが設けられ、それぞれがマックスになると倒れてしまうため、危ない柱から順にタッチして家を守る必要がある。
「マイホームつくります!」で、一定クラス以上の家を作ればミニゲームは発生しない。
しかし、二週間の島の謎のかけら捜索中、三週間以降のさらに過酷になったサバイバル生活では、最高クラスの家でもこのミニゲームが発生する。
ごはんをまもれ!
特定の料理を作った時に発生する。料理によってしゃくれのレベルが違う。
しゃくれの攻撃を阻止しつつ、料理を食べていく。
料理の40%以上をしゃくれに食べられてしまった場合、テンションが下がってしまう。